# یواس‌ان‌اس میشن سانتا انا (تی-ای‌او-۱۳۷)
یواس‌ان‌اس میشن سانتا انا (تی-ای‌او-۱۳۷) (به انگلیسی: USNS Mission Santa Ana (T-AO-137)) یک کشتی بود که طول آن ۵۲۴ فوت (۱۶۰ متر) بود. این کشتی در سال ۱۹۴۵ ساخته شد.